# Grand Prix São Paula 2024
Grand Prix São Paula 2024 (oficiálně Formula 1 Lenovo Grande Prêmio de São Paulo 2024) se jela na okruhu Interlagos v São Paulu v Brazílii dne 3. listopadu 2024. Závod byl dvacátým prvním v pořadí v sezóně 2024 šampionátu Formule 1 a pátým v sezóně ve sprintovém formátu.

## Sprintový rozstřel
Sprintový rozstřel se uskutečnil 1. listopadu 2024 v 15:30 místního času (UTC−3).
| Poř.                        | Č. | Jezdec           | Konstruktér                  | Časy v kvalifikaci | Časy v kvalifikaci | Časy v kvalifikaci | Pořadí na startu |
| Poř.                        | Č. | Jezdec           | Konstruktér                  | SQ1                | SQ2                | SQ3                | Pořadí na startu |
| --------------------------- | -- | ---------------- | ---------------------------- | ------------------ | ------------------ | ------------------ | ---------------- |
| 1                           | 81 | Oscar Piastri    | McLaren-Mercedes             | 1:10.265           | 1:09.239           | 1:08.899           | 1                |
| 2                           | 4  | Lando Norris     | McLaren-Mercedes             | 1:09.477           | 1:09.063           | 1:08.928           | 2                |
| 3                           | 16 | Charles Leclerc  | Ferrari                      | 1:10.388           | 1:09.248           | 1:09.153           | 3                |
| 4                           | 1  | Max Verstappen   | Red Bull Racing-Honda RBPT   | 1:10.409           | 1:09.489           | 1:09.219           | 4                |
| 5                           | 55 | Carlos Sainz Jr. | Ferrari                      | 1:10.503           | 1:09.500           | 1:09.257           | 5                |
| 6                           | 63 | George Russell   | Mercedes                     | 1:10.479           | 1:09.683           | 1:09.443           | 6                |
| 7                           | 10 | Pierre Gasly     | Alpine-Renault               | 1:10.630           | 1:09.610           | 1:09.622           | 7                |
| 8                           | 30 | Liam Lawson      | RB-Honda RBPT                | 1:10.576           | 1:09.827           | 1:09.941           | 8                |
| 9                           | 23 | Alexander Albon  | Williams-Mercedes            | 1:10.366           | 1:09.844           | 1:10.078           | 9                |
| 10                          | 50 | Oliver Bearman   | Haas-Ferrari                 | 1:10.442           | 1:09.629           | Bez času           | 10               |
| 11                          | 44 | Lewis Hamilton   | Mercedes                     | 1:10.625           | 1:09.941           |                    | 11               |
| 12                          | 27 | Nico Hülkenberg  | Haas-Ferrari                 | 1:10.466           | 1:09.964           |                    | 12               |
| 13                          | 11 | Sergio Pérez     | Red Bull Racing-Honda RBPT   | 1:10.392           | 1:10.024           |                    | 13               |
| 14                          | 43 | Franco Colapinto | Williams-Mercedes            | 1:10.470           | 1:10.275           |                    | 14               |
| 15                          | 77 | Valtteri Bottas  | Kick Sauber-Ferrari          | 1:10.861           | 1:10.595           |                    | 15               |
| 16                          | 14 | Fernando Alonso  | Aston Martin Aramco-Mercedes | 1:10.978           |                    |                    | PL               |
| 17                          | 31 | Esteban Ocon     | Alpine-Renault               | 1:11.052           |                    |                    | 16               |
| 18                          | 22 | Júki Cunoda      | RB-Honda RBPT                | 1:11.121           |                    |                    | 17               |
| 19                          | 18 | Lance Stroll     | Aston Martin Aramco-Mercedes | 1:11:280           |                    |                    | PL               |
| 20                          | 24 | Čou Kuan-jü      | Kick Sauber-Ferrari          | 1:12.978           |                    |                    | PL               |
| 107 % času vítěze: 1:14.340 |    |                  |                              |                    |                    |                    |                  |
| Zdroj:                      |    |                  |                              |                    |                    |                    |                  |

Poznámky
1. 1 2 3  Fernando Alonso, Lance Stroll a Čou Kuan-jü museli odstartovat z boxů kvůli úpravám monopostů během parc fermé.

## Sprint
Sprint se uskutečnil 2. listopadu 2024 v 11:00 místního času (UTC−3).
| Poř.                                                                               | No. | Jezdec           | Konstruktér                  | Počet kol | Čas/Odstoupení | Start | Body |
| ---------------------------------------------------------------------------------- | --- | ---------------- | ---------------------------- | --------- | -------------- | ----- | ---- |
| 1                                                                                  | 4   | Lando Norris     | McLaren-Mercedes             | 24        | 29:46.045      | 2     | 8    |
| 2                                                                                  | 81  | Oscar Piastri    | McLaren-Mercedes             | 24        | +0.593         | 1     | 7    |
| 3                                                                                  | 16  | Charles Leclerc  | Ferrari                      | 24        | +5.656         | 3     | 6    |
| 4                                                                                  | 1   | Max Verstappen   | Red Bull Racing-Honda RBPT   | 24        | +6.497         | 4     | 5    |
| 5                                                                                  | 55  | Carlos Sainz Jr. | Ferrari                      | 24        | +7.224         | 5     | 4    |
| 6                                                                                  | 63  | George Russell   | Mercedes                     | 24        | +12.475        | 6     | 3    |
| 7                                                                                  | 10  | Pierre Gasly     | Alpine-Renault               | 24        | +18.161        | 7     | 2    |
| 8                                                                                  | 11  | Sergio Pérez     | Red Bull Racing-Honda RBPT   | 24        | +18.717        | 13    | 1    |
| 9                                                                                  | 30  | Liam Lawson      | RB-Honda RBPT                | 24        | +20.773        | 8     |      |
| 10                                                                                 | 23  | Alexander Albon  | Williams-Mercedes            | 24        | +24.606        | 9     |      |
| 11                                                                                 | 44  | Lewis Hamilton   | Mercedes                     | 24        | +29.764        | 11    |      |
| 12                                                                                 | 43  | Franco Colapinto | Williams-Mercedes            | 24        | +33.233        | 14    |      |
| 13                                                                                 | 31  | Esteban Ocon     | Alpine-Renault               | 24        | +34.128        | 16    |      |
| 14                                                                                 | 50  | Oliver Bearman   | Haas-Ferrari                 | 24        | +35.507        | 10    |      |
| 15                                                                                 | 22  | Júki Cunoda      | RB-Honda RBPT                | 24        | +41.374        | 17    |      |
| 16                                                                                 | 77  | Valtteri Bottas  | Kick Sauber-Ferrari          | 24        | +43.231        | 15    |      |
| 17                                                                                 | 24  | Čou Kuan-jü      | Kick Sauber-Ferrari          | 24        | +54.139        | PL    |      |
| 18                                                                                 | 14  | Fernando Alonso  | Aston Martin Aramco-Mercedes | 24        | +56.537        | PL    |      |
| 19                                                                                 | 18  | Lance Stroll     | Aston Martin Aramco-Mercedes | 24        | +57.983        | PL    |      |
| Ret                                                                                | 27  | Nico Hülkenberg  | Haas-Ferrari                 | 19        | Převodovka     | 12    |      |
| Nejrychlejší kolo: Sergio Pérez (Red Bull Racing-Honda RBPT) – 1:11.678 (24. kolo) |     |                  |                              |           |                |       |      |
| Zdroj:                                                                             |     |                  |                              |           |                |       |      |

Poznámky
1. ↑  Max Verstappen skončil 3., po sprintu ale obdržel penalizaci 5 sekund za porušení pravidel pod virtuálním safety carem.

## Kvalifikace
Kvalifikace se měla uskutečnit 2. listopadu 2024 v 15:00 místního času (UTC−3), ale byla přesunuta na následující den v 07:30 z důvodu nepříznivého počasí.
| Poř.                        | Č. | Jezdec           | Konstruktér                  | Časy v kvalifikaci | Časy v kvalifikaci | Časy v kvalifikaci | Pořadí na startu |
| Poř.                        | Č. | Jezdec           | Konstruktér                  | Q1                 | Q2                 | Q3                 | Pořadí na startu |
| --------------------------- | -- | ---------------- | ---------------------------- | ------------------ | ------------------ | ------------------ | ---------------- |
| 1                           | 4  | Lando Norris     | McLaren-Mercedes             | 1:30.944           | 1:24.844           | 1:23.405           | 1                |
| 2                           | 63 | George Russell   | Mercedes                     | 1:29.121           | 1:26.307           | 1:23.578           | 2                |
| 3                           | 22 | Júki Cunoda      | RB-Honda RBPT                | 1:29.172           | 1:26.464           | 1:24.111           | 3                |
| 4                           | 31 | Esteban Ocon     | Alpine-Renault               | 1:29.171           | 1:26.206           | 1:24.475           | 4                |
| 5                           | 30 | Liam Lawson      | RB-Honda RBPT                | 1:30.758           | 1:25.654           | 1:24.484           | 5                |
| 6                           | 16 | Charles Leclerc  | Ferrari                      | 1:29.839           | 1:26.097           | 1:24.525           | 6                |
| 7                           | 23 | Alexander Albon  | Williams-Mercedes            | 1:29.072           | 1:25.889           | 1:24.657           | 7                |
| 8                           | 81 | Oscar Piastri    | McLaren-Mercedes             | 1:30.114           | 1:25.179           | 1:24.686           | 8                |
| 9                           | 14 | Fernando Alonso  | Aston Martin Aramco-Mercedes | 1:30.207           | 1:25.035           | 1:28.998           | 9                |
| 10                          | 18 | Lance Stroll     | Aston Martin Aramco-Mercedes | 1:30.580           | 1:26.334           | Bez času           | 10               |
| 11                          | 77 | Valtteri Bottas  | Kick Sauber-Ferrari          | 1:30.633           | 1:26.472           |                    | 11               |
| 12                          | 1  | Max Verstappen   | Red Bull Racing-Honda RBPT   | 1:28.522           | 1:27.771           |                    | 17               |
| 13                          | 11 | Sergio Pérez     | Red Bull Racing-Honda RBPT   | 1:30.035           | 1:28.158           |                    | 12               |
| 14                          | 55 | Carlos Sainz Jr. | Ferrari                      | 1:30.303           | 1:29.406           |                    | PL               |
| 15                          | 10 | Pierre Gasly     | Alpine-Renault               | 1:29.420           | 1:29.614           |                    | 13               |
| 16                          | 44 | Lewis Hamilton   | Mercedes                     | 1:31.150           |                    |                    | 14               |
| 17                          | 50 | Oliver Bearman   | Haas-Ferrari                 | 1:31.229           |                    |                    | 15               |
| 18                          | 43 | Franco Colapinto | Williams-Mercedes            | 1:31.270           |                    |                    | 16               |
| 19                          | 27 | Nico Hülkenberg  | Haas-Ferrari                 | 1:31.623           |                    |                    | 18               |
| 20                          | 24 | Čou Kuan-jü      | Kick Sauber-Ferrari          | 1:32.263           |                    |                    | 19               |
| 107 % času vítěze: 1:34.718 |    |                  |                              |                    |                    |                    |                  |
| Zdroj:                      |    |                  |                              |                    |                    |                    |                  |

Poznámky
1. ↑  Max Verstappen obdržel penalizaci 5 míst za nasazení šesté pohonné jednotky.
2. ↑  Carlos Sainz Jr. se kvalifikoval jako 14., musel ale odstartovat z boxů kvůli výměně komponent pohonné jednotky a převodovky během parc fermé.
3. ↑  Jelikož se kvalifikace jela za mokra, nebylo pravidlo 107 % vymáháno.

## Závod
Závod se měl uskutečnit 3. listopadu 2024 ve 14:00 místního času (UTC−3), start byl ale přesunut na 12:30 z důvodu nepříznivé předpovědi počasí.
| Poř.                                                                                 | No. | Jezdec           | Konstruktér                  | Počet kol | Čas/Odstoupení | Start | Body |
| ------------------------------------------------------------------------------------ | --- | ---------------- | ---------------------------- | --------- | -------------- | ----- | ---- |
| 1                                                                                    | 1   | Max Verstappen   | Red Bull Racing-Honda RBPT   | 69        | 2:06:54.430    | 17    | 26   |
| 2                                                                                    | 31  | Esteban Ocon     | Alpine-Renault               | 69        | +19.477        | 4     | 18   |
| 3                                                                                    | 10  | Pierre Gasly     | Alpine-Renault               | 69        | +22.532        | 13    | 15   |
| 4                                                                                    | 63  | George Russell   | Mercedes                     | 69        | +23.265        | 2     | 12   |
| 5                                                                                    | 16  | Charles Leclerc  | Ferrari                      | 69        | +30.177        | 6     | 10   |
| 6                                                                                    | 4   | Lando Norris     | McLaren-Mercedes             | 69        | +31.372        | 1     | 8    |
| 7                                                                                    | 22  | Júki Cunoda      | RB-Honda RBPT                | 69        | +42.056        | 3     | 6    |
| 8                                                                                    | 81  | Oscar Piastri    | McLaren-Mercedes             | 69        | +44.943        | 8     | 4    |
| 9                                                                                    | 30  | Liam Lawson      | RB-Honda RBPT                | 69        | +50.452        | 5     | 2    |
| 10                                                                                   | 44  | Lewis Hamilton   | Mercedes                     | 69        | +50.753        | 14    | 1    |
| 11                                                                                   | 11  | Sergio Pérez     | Red Bull Racing-Honda RBPT   | 69        | +51.531        | 12    |      |
| 12                                                                                   | 50  | Oliver Bearman   | Haas-Ferrari                 | 69        | +57.085        | 15    |      |
| 13                                                                                   | 77  | Valtteri Bottas  | Kick Sauber-Ferrari          | 69        | +1:03.588      | 11    |      |
| 14                                                                                   | 14  | Fernando Alonso  | Aston Martin Aramco-Mercedes | 69        | +1:18.049      | 9     |      |
| 15                                                                                   | 24  | Čou Kuan-jü      | Kick Sauber-Ferrari          | 69        | +1:19.649      | 19    |      |
| Ret                                                                                  | 55  | Carlos Sainz Jr. | Ferrari                      | 38        | Nehoda         | PL    |      |
| Ret                                                                                  | 43  | Franco Colapinto | Williams-Mercedes            | 30        | Nehoda         | 16    |      |
| DNS                                                                                  | 23  | Alexander Albon  | Williams-Mercedes            | 0         | Poškození      | —     |      |
| DNS                                                                                  | 18  | Lance Stroll     | Aston Martin Aramco-Mercedes | 0         | Nehoda         | —     |      |
| DSQ                                                                                  | 27  | Nico Hülkenberg  | Haas-Ferrari                 | 30        | Asistence      | 18    |      |
| Nejrychlejší kolo: Max Verstappen (Red Bull Racing-Honda RBPT) – 1:20.472 (67. kolo) |     |                  |                              |           |                |       |      |
| Zdroj:                                                                               |     |                  |                              |           |                |       |      |

Poznámky
1. ↑  Délka závodu byla zkrácena o dvě kola z důvodu přerušené startovní procedury.
2. ↑  Včetně bodu za nejrychlejší kolo.
3. ↑  Oscar Piastri skončil 7., obdržel ale penalizaci 10 sekund za kolizi s Liamem Lawsonem.
4. ↑  Alexander Albon do závodu neodstartoval, jelikož se jeho monopost nepodařilo opravit po těžké nehodě v kvalifikaci.
5. ↑  Lance Stroll do závodu neodstartoval, jelikož nezvládl dokončit zaváděcí kolo.
6. ↑  Nico Hülkenberg byl diskvalifikován, jelikož se poté, co se roztočil, vrátil na trať díky pomoci traťových maršálů.

## Průběžné pořadí po závodě
|        | Pořadí | Jezdec           | Body |
| ------ | ------ | ---------------- | ---- |
|        | 1      | Max Verstappen   | 393  |
|        | 2      | Lando Norris     | 331  |
|        | 3      | Charles Leclerc  | 307  |
|        | 4      | Oscar Piastri    | 262  |
|        | 5      | Carlos Sainz Jr. | 244  |
| Zdroj: |        |                  |      |

|        | Pořadí | Konstruktér                  | Body |
| ------ | ------ | ---------------------------- | ---- |
|        | 1      | McLaren-Mercedes             | 593  |
|        | 2      | Ferrari                      | 557  |
|        | 3      | Red Bull Racing-Honda RBPT   | 544  |
|        | 4      | Mercedes                     | 382  |
|        | 5      | Aston Martin Aramco-Mercedes | 86   |
| Zdroj: |        |                              |      |